# Розето дељи Абруци
Розето дељи Абруци (итал. Roseto degli Abruzzi) је насеље у Италији у округу Терамо, региону Абруцо.
Према процени из 2011. у насељу је живело 16538 становника. Насеље се налази на надморској висини од 7 м.

## Становништво
Према резултатима пописа становништва 2011. у општини је живело 24.940 становника.
| 1931.  | 1936.  | 1951.  | 1961.  | 1971.  | 1981.  | 1991.  | 2001.  | 2011.  |
| ------ | ------ | ------ | ------ | ------ | ------ | ------ | ------ | ------ |
| 11.011 | 10.985 | 12.825 | 15.169 | 18.628 | 20.994 | 21.101 | 22.978 | 24.940 |

## Партнерски градови
- Јавор